# 滩桥镇
滩桥镇，是中华人民共和国湖北省荆州市江陵县下辖的一个乡镇级行政单位。

## 行政区划
滩桥镇下辖以下地区：
滩桥社区、观音寺社区、陈湾村、吴场村、宝莲村、竺桥村、月堤村、北闸村、观中村、高兴村、太山村、曹市村、单岭村、五三村、代港村、黄桥村、观寺村、武当园村、马家港村和观音寺苗圃场生活区。